# شکم‌چراغی
شکم‌چراغی (نام علمی: Acropoma) نام یک سرده از تیره شکم‌چراغیان است.